# Fly All Ways
 (juin 2019).
 (septembre 2023).
Le contenu est difficilement compréhensible vu les erreurs de traduction, qui sont peut-être dues à l'utilisation d'un logiciel de traduction automatique.
Fly All Ways est une compagnie aérienne du Suriname, basée à Paramaribo et a commencé ses opérations le 10 janvier 2016 avec le lancement de son vol inaugural au-dessus du Suriname. son premier vol commercial a eu lieu le 22 janvier 2016 à São Luís, capitale de l’état du Maranhão au Brésil. Le 5 février 2016, le premier vol charter a été suivi à La Barbade. plus tard, en février 2016, les premiers vols ont suivi à Willemstad (Curaçao) et Philipsburg (Saint Martin). Au cours du même mois, le Guyana a accordé des nouveaux droits de la compagnie aérienne d’opérer des vols réguliers vers le Guyana avec des liaisons avec le Brésil et les Caraïbes. Fly All Ways envisage de voler vers plusieurs villes dans les Caraïbes et en Amérique du Sud. 
La compagnie figure sur la liste des transporteurs aériens interdits dans l'Union européenne. 

## Acquisition de flotte
Blue Wing Airlines, une autre compagnie d’aviation basée au Suriname, a conclu un accord de vente avec KLM Royal Dutch Airlines en vue d’acquérir deux jets de la ville d’ex-KLM Fokker 70 au début de janvier 2014. La compagnie aérienne du Suriname a pris livraison de PH-KZV (MSN 11556) et de PH-WXA (11570) en 2014. KLM Cityhopper Fokker 70 PH-KZV a été retirée du service à Norwich le 5 janvier 2014 après son arrivée en KL1515 d’Amsterdam, KLM Cityhopper Fokker 70 PH-WXA a été retirée du service à Amsterdam dans la matinée du 30 mars 2014 après son arrivée en KL1486 de Humberside. L’avion a ensuite positionné Amsterdam – Norwich pour entretien tôt le même après-midi que KL9955 où les deux avions étaient préparés pour le service. L’avion a par la suite été vendu à Fly All Ways, puis une nouvelle compagnie aérienne de démarrage indépendante offrant le transport vers des destinations régionales. Le 20 novembre 2014, le premier aéronef (PH-WXA) a atterri à l’aéroport international Johan Adolf Pengel du Suriname dans les couleurs de Fly All Ways. un mois plus tard, le deuxième avion Fly All Ways (PH-KZV) arriva au Suriname. Ces deux sont maintenant enregistrés comme PZ-TFA & PZ-TFB au Suriname et stationnés à l’aéroport international Johan Adolf Pengel où un nouveau hangar a été construit.

## Destinations
- Bridgetown
- Georgetown
- La Havane
- Paramaribo
- Philipsburg
- Santiago de Cuba
- Saint-Domingue
- Willemstad

## Flotte
- 1 Boeing 737-400
- 3 Fokker 70